# کوه هینوکی بورامارو
هینوکی بُورامارو  ( Hinokiboramaru، 檜洞丸) در استان کاناگاوا (神奈川県) قرار دارد. ارتفاع این کوه ۱۶۰۰ متر است. این کوه جزء سلسله کوه‌های سلسله کوه‌های تانزاوا (丹沢主脈) محسوب می‌شود.

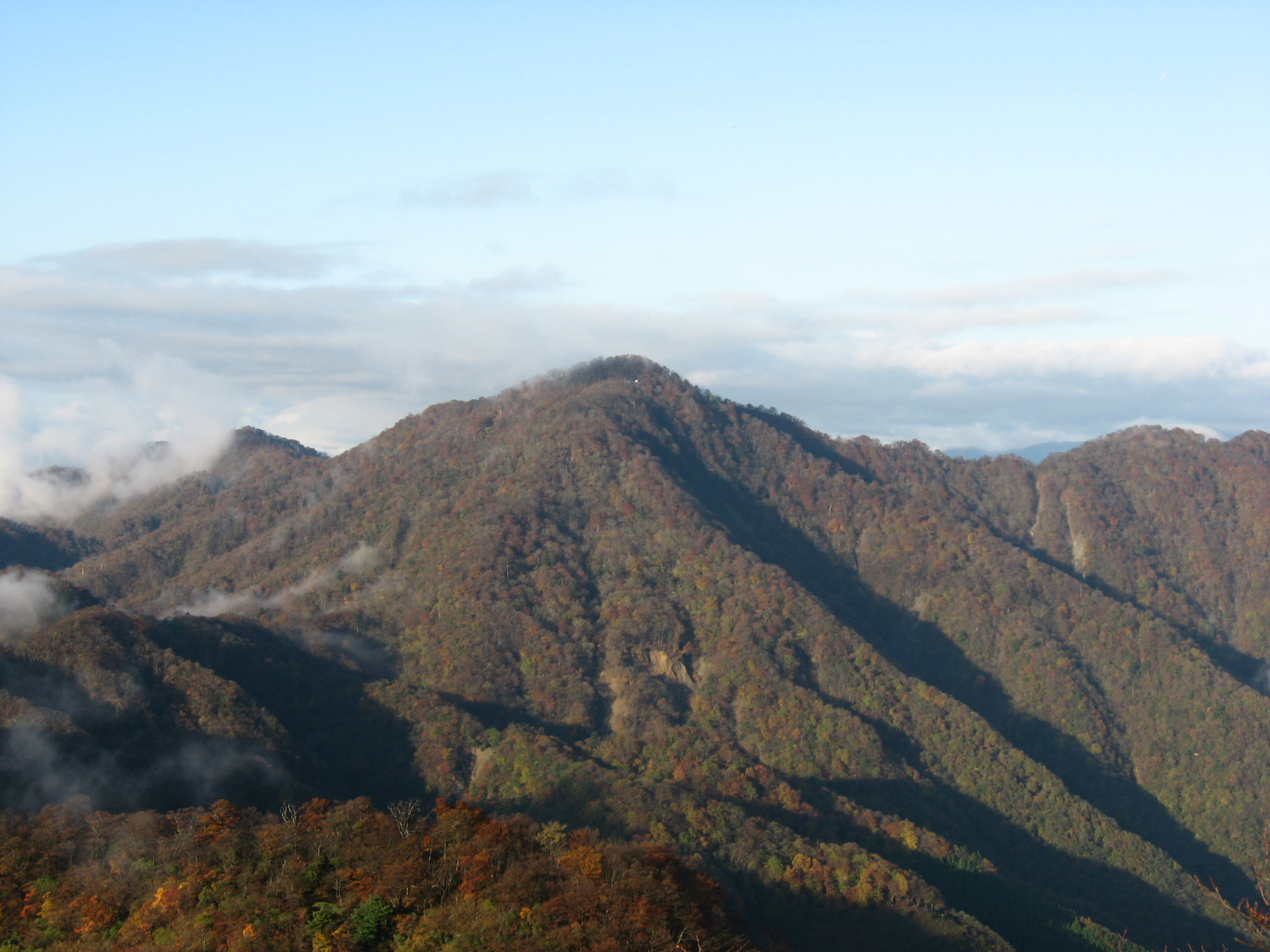
کوه هینوکی بورامارو.

## نگارخانه

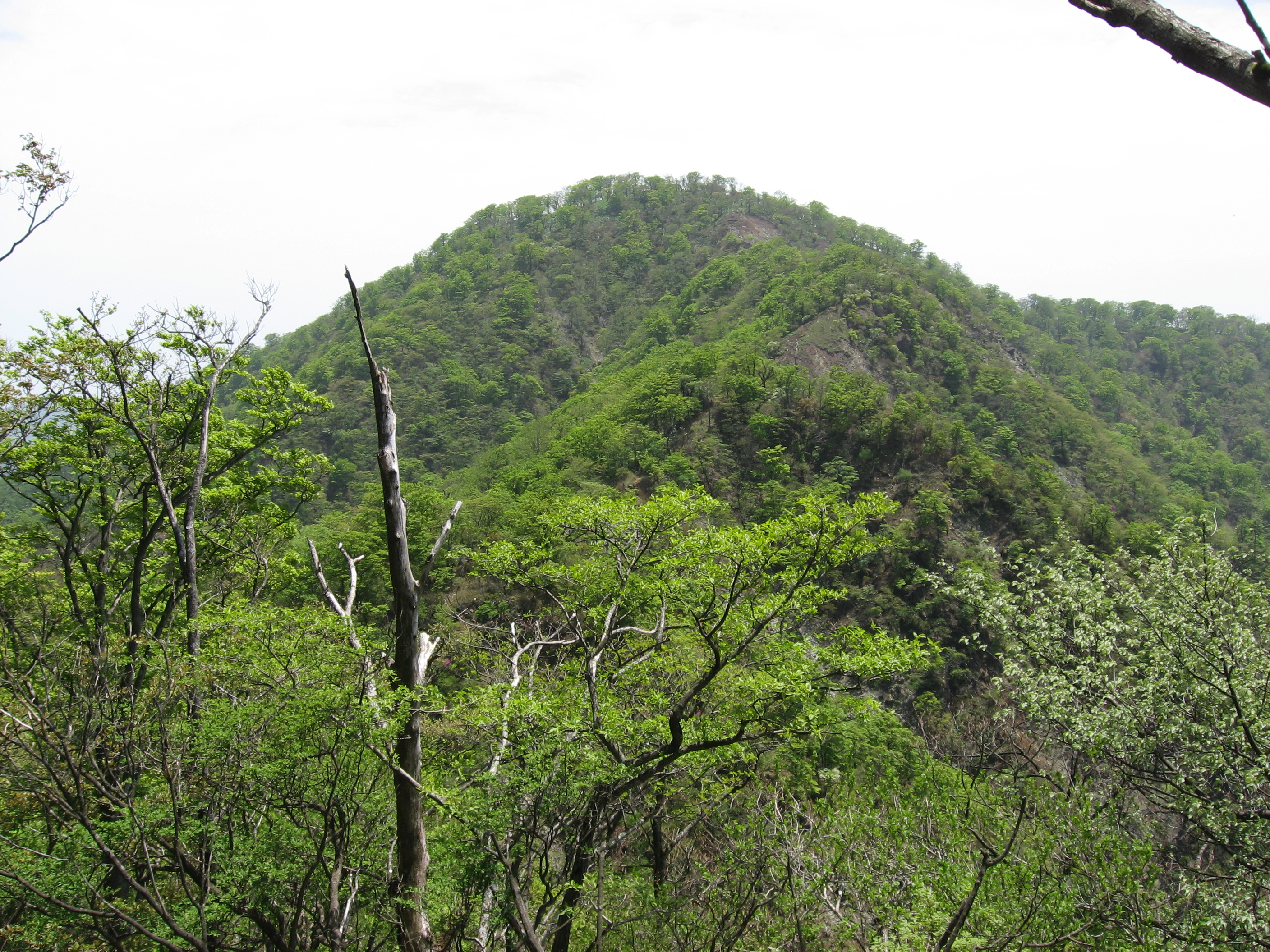
منظرهٔ کوه هینوکی بورامارو (檜洞丸). برای بهتر دیدن عکس بر روی آن کلیک کنید.
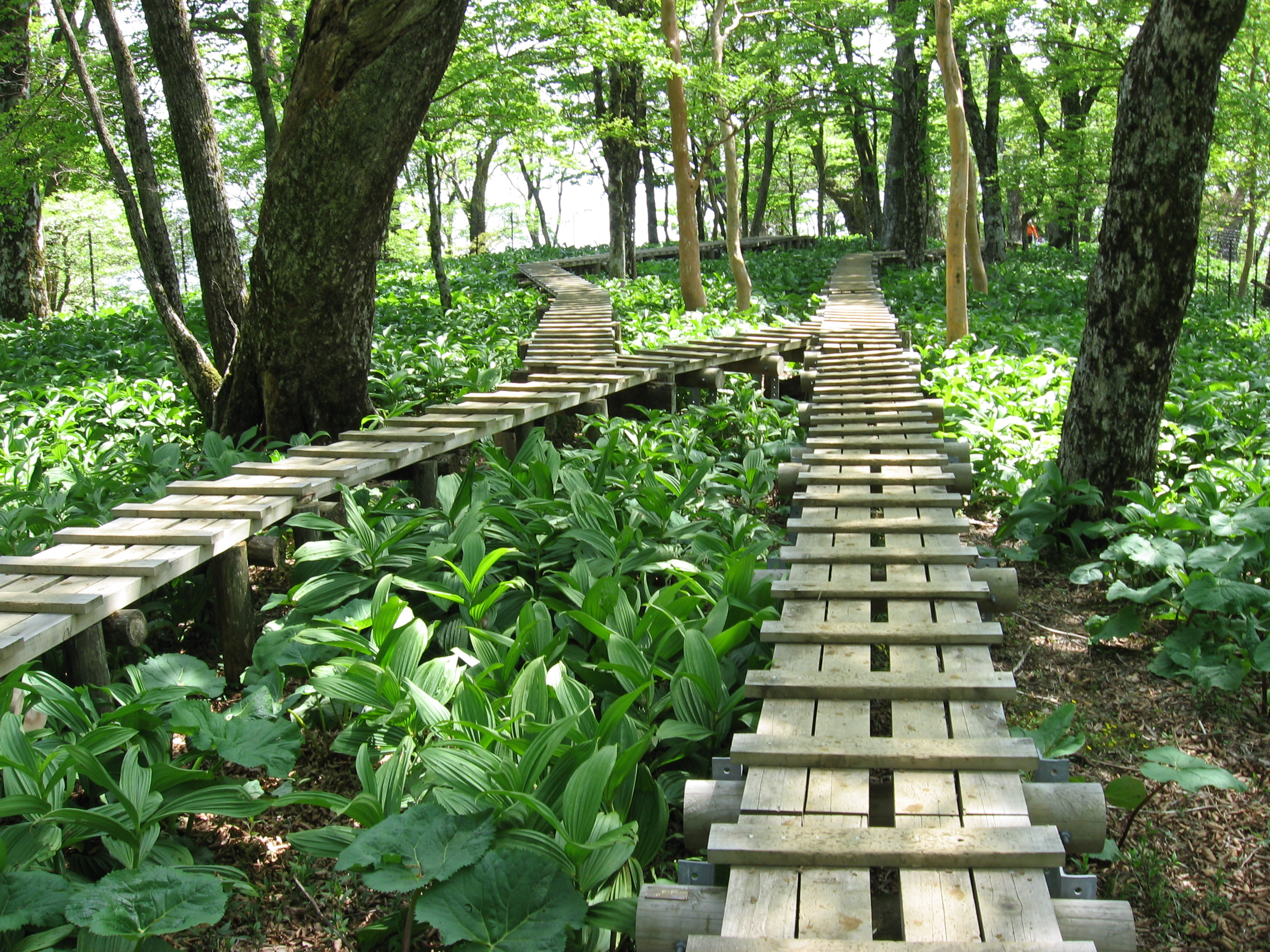
مسیر کوهپیمایی در کوه هینوکی بورامارو (檜洞丸). برای بهتر دیدن عکس بر روی آن کلیک کنید.